# Green Day
Green Day (в переводе с англ. — «зелёный день») — американская рок-группа, образованная в районе Ист-Бэй (Калифорния) в 1987 году вокалистом и гитаристом Билли Джо Армстронгом вместе с басистом и бэк-вокалистом Майком Дёрнтом. На протяжении большей части карьеры группа была представлена как пауэр-трио с барабанщиком Тре Кулом, который заменил Джона Киффмейера в 1990 году перед записью второго студийного альбома группы Kerplunk (1991). Сессионный гитарист Джейсон Уайт стал полноправным участником группы в 2012 году, но вернулся к своей роли сессионного участника в 2016 году. До 1989 года Green Day выступали под названием Sweet Children, и были частью панк-сцены Bay Area конца 1980-х — начала 1990-х годов, возникшей в клубе 924 Gilman Street в Беркли (Калифорния). Ранние альбомы группы были выпущены на инди-лейбле Lookout! Records. В 1994 году их первый альбом Dookie, который был выпущен на лейбле Reprise Records, имел оглушительный успех и в итоге разошёлся тиражом более 10 миллионов копий в США. Наряду с другими калифорнийскими панк-группами Bad Religion, the Offspring, Rancid и Social Distortion, Green Day повысили интерес к панк-року в Соединённых Штатах.
Хотя альбомы Insomniac (1995), Nimrod (1997) и Warning (2000) не были такими успешными как Dookie, они всё же имели умеренный успех, причём первые два достигли «мультиплатинового» статуса, в то время как последний стал «золотым». Седьмой альбом Green Day, рок-опера American Idiot (2004), завоевал популярность у молодого поколения, разошедшись тиражом в 6 миллионов копий в США. Их следующий альбом, 21st Century Breakdown, был выпущен в 2009 году и занял лидирующие позиции в чартах многих стран. За ним последовала трилогия альбомов ¡Uno!, ¡Dos! и ¡Tré!, выпущенных в сентябре, ноябре и декабре 2012 года соответственно. Все три альбома не были коммерчески успешны по сравнению с предыдущими релизами группы, в основном из-за отсутствия их продвижения и того, что Армстронг проходил реабилитацию. Их двенадцатый студийный альбом, Revolution Radio, был выпущен в октябре 2016 года и стал третьим, дебютировавшим под номером 1 в Billboard 200. Тринадцатый студийный альбом группы, Father of All Motherfuckers, был выпущен 7 февраля 2020 года. Имеет продолжительность в 26 минут и 16 секунд, что делает его самым коротким альбомом в дискографии Green Day. Четырнадцатый альбом группы, Saviors, вышел 19 января 2024 года.
Green Day продали более 75 миллионов копий пластинок по всему миру. Группа была номинирована на 20 премий «Грэмми» и выиграла пять из них: Лучший альтернативный альбом (Dookie), Лучший рок-альбом (American Idiot, 21st Century Breakdown), Лучшая запись года («Boulevard of Broken Dreams»), Лучший музыкальный театральный альбом (American Idiot: The Original Broadway Cast Recording).
В 2010 году на Бродвее был поставлен мюзикл под названием «Американский идиот». Мюзикл был номинирован на три премии «Тони»: Лучший мюзикл, Лучший дизайн сцены и Лучший свет, выиграв последние две. Группа была включена в «Зал славы рок-н-ролла» в 2015 году. Участники группы сотрудничали в сайд-проектах Pinhead Gunpowder, The Network, Foxboro Hot Tubs, The Longshot и The Coverups. Каждый из участников также работал над своей сольной карьерой.

## История

### Формирование и подписание контракта с Lookout! (1987—1993)
В 1987 году Билли Джо Армстронг и Майк Дёрнт, которым на тот момент было 15 лет, вместе с басистом Шоном Хьюзом и барабанщиком Раджем Панджаби основали группу под названием Sweet Children. Одной из их первых песен была «Best Thing in Town». Первый концерт группы состоялся 17 октября 1987 года в Rod’s Hickory Pit в Вальехо (штат Калифорния). В 1988 году Армстронг и Дёрнт начали работать с бывшим барабанщиком Isocracy Джоном Киффмейером, также известным как «Эл Собранте», который заменил оригинального барабанщика Раджа Панджаби. Примерно в это же время басист Шон Хьюз покинул группу, в результате чего Дёрнт переключился с гитары на бас. Армстронг ссылается на группу Operation Ivy как на группу, оказавшую на него большое влияние, и, которая вдохновила его самого сочинять музыку.
В 1988 году Ларри Ливермор, владелец Lookout! Records, смотрел выступление группы и договорился с ней, чтобы она подписала контракт с его лейблом. В апреле 1989 года группа выпустила свой дебютный мини-альбом 1,000 Hours. Незадолго до выхода EP группа решила сменить название; по словам Ливермора, это было сделано, чтобы избежать путаницы с другой местной группой Sweet Baby. В итоге группа сменила название на Green Day из-за пристрастия участников к каннабису. Словосочетание «green day» было сленгом в области залива Сан-Франциско, где была основана группа, и ссылается на то, что они целый день ничего не делали, кроме курения марихуаны. Армстронг однажды признался в 2001 году, что считает это словосочетание «худшим названием группы в мире».
В начале 1990 года на лейбле Lookout! Records был выпущен дебютный студийный альбом Green Day под названием 39/Smooth. Позже в том же году Green Day записали два мини-альбома, Slappy и Sweet Children, последний из которых включал старые песни, записанные группой для инди-лейбла Skene! Records в Миннеаполисе. В 1991 году, Lookout! Records переиздал 39/Smooth под названием 1,039/Smoothed Out Slappy Hours, который включал в себя песни из двух EP группы, Slappy и 1,000 Hours. В конце 1990 года, вскоре после первого тура группы, Киффмейер покинул Ист-Бэй, чтобы поступить в университет, находящийся в городе Аркейта (Калифорния). Барабанщика The Lookouts Тре Кула попросили временно заменить Киффмейера, а позже должность Кула в качестве барабанщика Green Day стала постоянной, которую Киффмейер «любезно принял». Второй студийный альбом группы Kerplunk, который был выпущен в конце 1991 года, разошёлся тиражом в 50 000 копий в США. Группа отправилась в турне и отыграла ряд концертов в Европе. Green Day выступали на разогреве у другой калифорнийской панк-группы Bad Religion во время их тура в поддержку альбома Recipe for Hate большую часть 1993 года.

### Подписание контракта с Reprise Records и прорывной успех (1994—1996)
Андеграундный успех Kerplunk вызвал интерес со стороны некоторых звукозаписывающих лейблов и много кто хотел добиться подписания контракта с Green Day. В конце концов группа покинула Lookout! и подписала контракт с Reprise Records после того, как привлекла внимание продюсера Роба Кавалло. Группа была впечатлена его работой с другой калифорнийской группой The Muffs и позже отметила, что Кавалло «был единственным человеком, с которым мы могли перекинуться словами и установить контакт». Размышляя о том времени, Армстронг сказал в интервью журналу Spin в 1999 году: «Я не мог вернуться на панк-сцену, независимо от того, были ли мы самой успешной в мире группой или полным крахом… Единственное, что я мог сделать, это двигаться дальше». Подписав контракт с Reprise, группа приступила к записи своего дебютного альбома на мейджор-лейбле, Dookie.
Записанный за три недели и выпущенный в феврале 1994 года, Dookie получил коммерческий успех, чему способствовали многочисленные трансляции на MTV видеоклипов на песни «Longview», «Basket Case» и «When I Come Around», которые заняли первое место в чарте Modern Rock Tracks. Альбом разошёлся тиражом более 10 миллионов копий в США. На выступлении 9 сентября 1994 года в Hatch Memorial Shell в Бостоне во время выступления группы разразился хаос, и к концу буйства 100 человек были ранены и 45 арестованы. Группа также выступила на фестивалях Lollapalooza и Вудсток ’94, где группа бросалась грязью. Во время концерта охранник принял басиста Майка Дёрнта за фаната, вторгшегося на сцену, и выбил ему несколько зубов. Выступление на Вудстоке 1994 года, которое посмотрели миллионы зрителей по платному телевидению, ещё больше способствовало росту популярности и узнаваемости Green Day. В 1995 году Dookie получил премию «Грэмми» за лучший альтернативный альбом, а группа была номинирована на девять премий MTV Video Music Awards, включая номинацию Видео года.
В 1995 году был выпущена песня, записанная Green Day для саундтрек-альбома к фильму «Ангус» под названием J.A.R.. Песня дебютировала на первом месте в чарте Billboard Modern Rock Tracks. За этой песней последовал выпуск четвёртого студийного альбома группы Insomniac, который состоялся осенью 1995 года. Музыка на Insomniac была гораздо более мрачной и тяжёлой по сравнению с более мелодичным альбомом Dookie. Альбом был тепло встречен критиками и получил 4 звезды из 5 от журнала Rolling Stone, в обзоре которого говорилось: «В панк-роке хороший материал раскрывается и приобретает смысл по мере прослушивания, не жертвуя при этом своей безумной непосредственностью. И Green Day настолько хороши, насколько это вообще возможно». Синглами, выпущенными с Insomniac, были «Geek Stink Breath», «Stuck with Me», «Brain Stew/Jaded» и «Walking Contradiction».
Хотя альбом не был так успешен как Dookie, в Соединённых Штатах было продано 3 миллиона копий. Благодаря альбому, группа была номинирована на премии American Music Awards Любимый исполнитель, Любимый хард-рок-исполнитель и Любимый альтернативный исполнитель в 1996 году, а благодаря видеоклипу на песню «Walking Contradiction», группа была номинирована на премию «Грэмми» за Лучшее короткометражное видео, в дополнение к номинации Лучшие спецэффекты на MTV Video Music Awards. После этого группа внезапно отменила турне по Европе, сославшись на усталость.

### Умеренный успех и постепенный спад популярности (1997—2002)
После небольшого перерыва в 1996 году Green Day начали работу над своим следующим альбомом в 1997 году. С самого начала работы над записью и группа, и Кавалло решили, что альбом должен отличаться по стилю от предыдущих альбомов. Результатом эксперимента стал Nimrod, в котором демонстрировалось отклонение от обычного поп-панк стиля музыки группы. Альбом был выпущен в октябре 1997 года. На нём была представлена разнообразная музыка, начиная от поп-панка, хардкора, сёрф-рока, ска и акустической баллады «Good Riddance (Time of Your Life)». Nimrod достиг десятой позиции в чарте Billboard 200. Успех песни «Good Riddance» принёс группе премию MTV Video Award за Лучшее альтернативное видео. Песня также была использована в одном из эпизодов сериала «Сайнфелд» и в двух эпизодах сериала «Скорая помощь».
Другими синглами, выпущенными с Nimrod, были «Nice Guys Finish Last», «Hitchin' a Ride» и "Redundant. Группа выступила в качестве гостя в одном из эпизодов мультсериала «Царь горы», который вышел в эфир в 1997 году. В периоде с конца 1997 года по большей части 1998 года Green Day отыграли ряд концертов для тура в поддержку Nimrod. В 1999 году Джейсон Уайт начал играть с группой во время концертов в качестве дополнительного гитариста.
В 2000 году Green Day выпустили свой шестой студийный альбом под названием Warning, вдохновленный фолк-панком. Группа приняла участие в Warped Tour в 2000 году. В ноябре 2000 года группа бесплатно выступила в Сан-Франциско в знак протеста против выселения исполнителей из города на шоу, организатором которого был продюсер Йэн Бреннан. В 2001 году группа также провела турне в поддержку альбома. У критиков разделились мнения по поводу альбома, но несмотря на это, Warning в целом получил благоприятные отзывы. Сайт AllMusic дал оценку 4,5/5, сказав: «Warning, возможно, и не новаторская запись сама по себе, но она приносит огромное удовольствие при прослушивании». Rolling Stone был более критичен, поставив ему 3/5 и сказав: «К Warning… возникает вопрос: кто хочет слушать песни про веру, надежду и социальные темы от группы, ранее ставшей достаточно успешной?». Несмотря на то, что песня «Minority» стала хитом вместе с одноимённой песней «Warning», популярность группы от этого не стала больше. В то время как два предыдущих альбома Green Day достигли хотя бы «мультиплатинового» статуса, Warning был сертифицирован только как «золотой».
В 2001 году на California Music Awards Green Day выиграли все восемь наград, на которые была номинирована группа. Группа получила награды: Выдающийся альбом (Warning), Выдающийся панк-рок/Ска-альбом (Warning), Выдающаяся группа, Выдающийся вокалист, Выдающийся басист, Выдающийся барабанщик, Выдающийся автор песен и Выдающийся исполнитель.
За выпуском Warning последовали выпуски сборников International Superhits! и Shenanigans. Позже был выпущен видеоальбом International Supervideos!. Shenanigans содержит некоторые би-сайд-треки группы, в числе которых «Espionage», прозвучавший в фильме «Остин Пауэрс: Шпион, который меня соблазнил» и был номинирован на премию «Грэмми» за Лучшее инструментальное рок-исполнение.
Весной 2002 года Green Day совместно с Blink-182 выступили хедлайнерами Pop Disaster Tour, который был записан на DVD Riding in Vans with Boys.

### American Idiotи восстановление успеха (2003—2006)
Летом 2002 года группа вернулась в студию, чтобы написать и записать материал для альбома, предварительно названного Cigarettes and Valentines. После завершения 20 треков мастер-записи были украдены из студии. Вместо того, чтобы перезаписывать украденные треки, группа решила отказаться от материала и начать всё сначала, посчитав, что записанный материал не может предвещать успеху группе. Затем выяснилось, что группа под названием The Network подписала контракт со звукозаписывающим лейблом Армстронга Adeline Records. После того, как группа, участники которой скрывали свои личности с помощью масок и костюмов, выпустила альбом под названием Money Money 2020, ходили слухи, что The Network была сайд-проектом Green Day, из-за сходства в звучании групп. Однако ни группа, ни Adeline Records никогда не обращали внимания на эти слухи, за исключением заявления на веб-сайте Adeline, в котором обсуждался продолжающийся спор между двумя группами. Группы разогревали между собой вражду из-за резких заявлений Армстронга и различных пресс-релизов. Несколько журналистов открыто называли группу сайд-проектом Green Day, хотя это не было подтверждено как таковое до 2013 года.
Green Day работали с Игги Попом над записью двух треков для его альбома Skull Ring в ноябре 2003 года. 1 февраля 2004 года кавер-версия песни «I Fighted the Law», которую записала группа, впервые прозвучала в рекламе iTunes во время XXXVIII Суперкубка НФЛ. American Idiot, который был выпущен 21 сентября 2004 года дебютировал на первом месте в чарте Billboard 200 и стал первым альбомом группы, достигшим первого места, чему способствовал успех одноимённого сингла с альбома «American Idiot». Альбом, названный «панк-рок-оперой», повествует об Иисусе из Пригорода, подростке из нижнего среднего класса. В альбоме поётся о современной жизни американцев под контролем идиота-правителя, который позволяет дезинформировать людей средствами массовой информации, из-за чего у простых обывателей разделяются мнения. Выпущенный за два месяца до того, как президент США Джордж Буш-младший был переизбран на второй срок, альбом стал своего рода протестным творением. На 47-й церемонии вручения премии «Грэмми» в 2005 году группа победила в номинации Лучший рок-альбом. Группа также выиграла в общей сложности семь из восьми наград, на которые была номинирована группа, включая приз зрительских симпатий на MTV Video Music Awards в 2005 году. Альбом разошёлся тиражом в 6 миллионов копий в США. В 2005 году American Idiot получил премию Грэмми за Лучший рок-альбом и был номинирован в шести других категориях, включая Альбом года. Альбом помог Green Day выиграть семь из восьми наград, на которые он был номинирован на MTV Video Music Awards 2005; клип «Boulevard of Broken Dreams» получил шесть из этих наград. Год спустя «Boulevard of Broken Dreams» получил премию «Грэмми» в номинации Запись года. В 2009 году Kerrang! назвал American Idiot лучшим альбомом десятилетия, NME поставил его на 60-е место в аналогичном списке, а Rolling Stone поставил его на 22-е место. Rolling Stone также включил «Boulevard of Broken Dreams» и «American Idiot» в список 100 лучших песен 2000-х годов, заняв 65-е и 47-е места соответственно. В 2005 году альбом занял 420-е место в списке журнала Rock Hard 500 величайших рок- и метал-альбомов всех времён. В 2012 году альбом занял 225-е место в списке журнала Rolling Stone 500 величайших альбомов всех времён.
Во время тура в поддержку American Idiot группа сняла и записала два концерта в городе Милтон-Кинс в Англии. Записи были выпущены в виде концертного CD и DVD под названием Bullet in a Bible 15 ноября 2005 года. На DVD были представлены закулисные кадры группы и показано, как группа готовилась к выступлению. Финальные концерты мирового турне 2005 года состоялись в Сиднее и Мельбурне в Австралии 14 и 17 декабря соответственно.
1 августа 2005 года Green Day объявили, что они аннулировали основные права на свой материал, который выпускался ещё до Dookie от Lookout! Records, ссылаясь на продолжающееся нарушение контракта в отношении невыплаченных гонораров. 10 января 2006 года группа была удостоена премии People's Choice Award как Любимая музыкальная группа или коллектив.

### 21st Century Breakdownи мюзикл «Американский идиот» (2007—2010)
Green Day участвовали во многих других небольших проектах за время, последовавшее за успехом American Idiot. В 2008 году сайд-проект группы Foxboro Hot Tubs выпустил альбом в стиле гаражного рока под названием Stop Drop and Roll!!! В том же году Foxboro Hot Tubs отправились в мини-тур в поддержку пластинки, посетив несколько заведений, включая Stork Club в Окленде и Toot’s Tavern в Крокетте.
В интервью Карсону Дэйли вокалистка Garbage Ширли Мэнсон сказала, что Бутч Виг будет продюсировать предстоящий альбом Green Day. Промежуток почти в пять лет между American Idiot и 21st Century Breakdown был самым длинным разрывом между выпусками студийных альбомов в карьере Green Day. Группа работала над новым материалом с января 2006 года. К октябрю 2007 года Армстронг написал 45 песен, но группа не проявляла никаких дальнейших признаков прогресса до октября 2008 года, когда на YouTube были размещены два видео, демонстрирующих запись группы в студии с продюсером Бутчем Вигом. Процесс написания и записи альбома, длившийся три года был окончательно завершен в апреле 2009 года. 21st Century Breakdown был выпущен 15 мая 2009 года. Альбом получил в основном положительный приём от критиков, получив среднюю оценку от 3 до 4 звёзд. После выпусков альбом занял первое место в 14 странах, получив «золотой» или «платиновый» сертификат в каждой. 21st Century Breakdown достиг первого места в Billboard 200. Группа начала давать концерты в Калифорнии в апреле и начале мая. Это были первые живые выступления группы примерно за три года. Green Day отправились в мировое турне, которое началось в Северной Америке в июле 2009 года и продолжалось по всему миру в течение оставшейся части 2009 года и начала 2010 года. Альбом получил премию «Грэмми» за лучший рок-альбом на 52-й церемонии вручения премии «Грэмми» 31 января 2010 года. По состоянию на декабрь 2010 года, 21st Century Breakdown разошёлся тиражом в 1 005 000 копий в США. WalMart отказался распространять альбом, поскольку он содержит наклейку Parental Advisory, и потребовал, чтобы Green Day выпустили цензурный вариант альбома. Участники группы не хотели менять какие-либо тексты песен на альбоме и в ответ заявили: «В нашей пластинке нет ничего отвратительного… Они хотят, чтобы артисты подвергали цензуре свои записи, чтобы их можно было пронести туда. Мы просто сказали „нет“. Мы никогда раньше этого не делали. Ты чувствуешь себя так, словно попал в 1953 год или что-то в этом роде».
В 2009 году группа встретилась с режиссёром Майклом Майером и многими актёрами и членами съёмочной группы мюзикла «Пробуждение весны», удостоенного премии «Тони», чтобы поставить мюзикл, основанный на альбоме группы American Idiot. «Американский идиот» был поставлен в театре города Беркли в конце 2009 года. В шоу представлена расширенная история оригинального альбома с новыми персонажами, такими как Will, Extraordinary Girl и Favourite Son. 20 апреля 2010 года «Американский идиот» был поставлен также и на Бродвее, и в то время Green Day выпустили саундтрек-альбом American Idiot: The Original Broadway Cast Recording к мюзиклу с новой песней под названием «When It's Time». В июне 2010 года с помощью iTunes песня «When It’s Time» была выпущена в качестве сингла.
Во время Spike TV Video Game Awards 2009 было объявлено, что Green Day собираются выпустить собственную видеоигру под названием «Green Day: Rock Band», как продолжение последней игры «The Beatles: Rock Band». В игре представлены полные альбомы Dookie, American Idiot и 21st Century Breakdown, а также некоторые песни из остальной дискографии Green Day.
Во время второго этапа мирового турне 21st Century Breakdown World Tour участники группы заявили, что пишут новый материал. В интервью Kerrang! Армстронг рассказал о возможном новом альбоме: «Мы записали несколько демо-песен в Берлине, некоторые в Стокгольме, некоторые недалеко от Глазго и некоторые в Амстердаме. Мы хотели записать [песни] в немного иной форме». Участники группы также заявили, что группа записывает концертный альбом, в который войдет ранее не издававшаяся песня «Cigarettes and Valentines». В октябре 2010 года Дёрнт дал интервью Radio W, упомянув, что группа завершила процесс написания девятого студийного альбома. В интервью Дёрнт также упомянул, что «скорее всего» будет выпущен новый концертный альбом. Концертный CD/DVD и CD/Blu-ray под названием Awesome as Fuck был выпущен 22 марта 2011 года.

### ¡Uno! ¡Dos! ¡Tré!(2011—2014)
В конце 2011 года группа отыграла несколько секретных концертов (под названием Foxboro Hot Tubs), сет-листы которых почти полностью состояли из ранее не слышанных песен. Green Day вошли в студию и начали записывать новый материал в феврале 2012 года, позже анонсировав трилогию альбомов под названием ¡Uno!, ¡Dos! и ¡Tré! который должен был выйти осенью 2012 года. Эта трилогия ознаменовала вступление давнего сессионного гитариста Джейсона Уайта в группу в качестве четвёртого участника. Тем летом Green Day отыграли несколько концертов на различных фестивалях, включая фестиваль Rock en Seine во Франции, фестиваль Rock am See в Германии и фестиваль Reading в Соединённом Королевстве.
¡Uno!, ¡Dos! и ¡Tré! были выпущены 21 сентября, 9 ноября и 7 декабря 2012 года соответственно и были встречены в целом положительными отзывами критиков, хотя фанаты отнеслись к альбомам более прохладно. 22 января 2013 года группа объявила, что премьера документального фильма о создании трилогии альбомов под названием «¡Cuatro!» состоится 26 января в Аспене (Колорадо), в рамках кинопоказа X Games, и выйдет на DVD 9 апреля 2013 года. Был анонсирован ещё один документальный фильм под названием «Бродвейский идиот» который посвящён созданию мюзикла «Американский идиот». 10 марта 2013 года Green Day начали свой тур 99 Revolutions Tour в поддержку ¡Uno!, ¡Dos! и ¡Tré!. В июне Green Day побили рекорд посещаемости стадиона «Эмирейтс», продав 60 000 билетов. Группа отыграла все песни с альбома Dookie' на нескольких концертах во время тура по Европе, в том числе и во время фестиваля Reading, хедлайнерами которого выступила сама группа.
Demolicious, сборник, содержащий альтернативные версии и демо-версии песен из ¡Uno!, ¡Dos! и ¡Tré!, был выпущен 19 апреля 2014 года ко Дню музыкального магазина. Он также содержит ранее не издававшуюся песню под названием «State of Shock» и акустическую версию «Stay the Night» с альбома ¡Uno!.

### Зал славы рок-н-ролла иRevolution Radio(2014—2018)
16 апреля 2015 года Green Day дали свой первый концерт за год. Сначала группа сыграла сет под названием Sweet Children с Джоном Киффмейером, а затем сет под названием Green Day. 18 апреля 2015 года группа Fall Out Boy включила Green Day в Зал славы рок-н-ролла.
24 апреля 2015 года Роб Кавалло сообщил, что Green Day записывают двенадцатый студийный альбом. Кавалло утверждал, что слышал «пять новых песен, которые Билли написал и записал», и что фанаты должны быть «уверены, что когда группа приступит к записи, музыка будет потрясающей». 24 декабря 2015 года Green Day выпустили рождественскую песню «Xmas Time of the Year».
11 августа 2016 года Green Day выпустили первый сингл «Bang Bang» с альбома группы Revolution Radio, который был выпущен 7 октября 2016 года. Вероятно, из-за проблем со здоровьем Джейсон Уайт решил вернуться к своей роли сессионного участника и не участвовал в записи альбома. Группа организовала свой тур, именуемый Revolution Radio Tour в поддержку альбома. В ноябре 2016 года группа выступила на American Music Awards в Лос-Анджелесе и сделала политическое заявление о недавних выборах Дональда Трампа в США, скандируя «Нет Трампу, нет ККК, нет фашистской Америки» во время исполнения песни «Bang Bang».
Аарон Берджесс из Alternative Press заметил: «Впервые за многие годы у Green Day не было ответов на все вопросы. Но как заявление о том, каково это — бороться, это самое близкое к истине, что они когда-либо приобретали». Гвилим Мамфорд из The Guardian заявил: «[после нескольких последних альбомов] группа решила вернуться к основам: Revolution Radio — их самая целенаправленная работа за последние годы. Их первый сингл „Bang Bang“ задаёт тон, с едким рассмотрением жаждущего славы психоза массового шутера».
17 ноября 2017 года Green Day выпустили сборник лучших хитов под названием Greatest Hits: God's Favorite Band. Он содержит 20 песен, а также два новых трека: другую версию трека с альбома Revolution Radio «Ordinary World» с участием кантри-певицы Миранды Ламберт и ранее не издававшуюся песню под названием «Back in the USA».

### Father of All Motherfuckers(2019—2023)
13 апреля 2019 года группа выпустила концертный альбом под названием Woodstock 1994 на виниле. Он содержит все 9 песен, которые они исполнили вживую на фестивале Вудсток в 1994 году. 10 сентября 2019 года группа объявила о туре Hella Mega Tour с участием Fall Out Boy и Weezer в качестве хедлайнеров наряду с ними самими, а The Interrupters выступят на разогреве. Green Day также выпустили сингл «Father of All…» со своего тринадцатого альбома Father of All Motherfuckers. В тот же день в интервью KROQ Армстронг заявил, что группа прекратит сотрудничество с Reprise после выхода альбома, поскольку у них расторгнут контракт с Warner. 30 сентября 2019 года Green Day подписали двухлетнее соглашение с Национальной хоккейной лигой (НХЛ). Второй сингл с альбома, «Fire, Ready, Aim», был выпущен 9 октября 2019 года. Третий сингл с альбома, «Oh Yeah!», был выпущен 16 января 2020 года. Выпуск самого альбома состоялся 7 февраля 2020 года. Четвёртый сингл с альбома, «Meet Me on the Roof», был выпущен в тот же день, что и альбом.
6 апреля 2020 года Армстронг сообщил, что написал шесть песен, намереваясь записать новую музыку с группой после того, как пандемия COVID-19 утихнет. 21 мая 2020 года группа выпустила кавер-версию песни группы Blondie «Dreaming».
30 октября 2020 года секретный сайд-проект группы The Network начал тизерить свою деятельность путём видео под названием «The Prophecy» и упомянул про их предстоящий альбом. Затем, 2 ноября 2020 года, The Network выпустили видеоклип на их первую за 17 лет песню под названием «Ivankkka Is a Nazi». После пары недель небольших намёков в социальных сетях, а также заявления Green Day о том, что они не являются The Network, группа выпустила EP 20 ноября 2020 года под названием Trans Am. 4 декабря 2020 года The Network выпустили свой второй альбом Money Money 2020 Part II: We Told Ya So!, являющийся продолжением первого.
В феврале 2021 года Green Day анонсировали сингл под названием «Here Comes the Shock», который позже был выпущен 21 февраля 2021 года. Группа выпустит ремастированное издание альбома Insomniac в марте к запоздалой 25-й годовщине выхода альбома, с бонусными концертными треками. 17 мая 2021 года Green Day выпустили сингл «Pollyanna». После этого, 5 ноября 2021 года, группа выпустила сингл «Holy Toledo!».
BBC Sessions, четвёртый концертный альбом Green Day, был выпущен 10 декабря 2021 года. 8 дней спустя они выпустили тизерное видео с пометкой «RAK Studios. London, England. Green Day. 1972».
В 2022 году Green Day отыграли шоу на несколько крупных фестивалях в Соединённых Штатах, включая Lollapalooza и Outside Lands. 29 июля группа также отыграла неожиданное афтершоу на Lollapalooza в Metro Chicago, которое было в основном импровизированным. Сет включал их первые с 2001 года исполнение песен «Church on Sunday» и «Warning», а также любимые фанатами глубокие треки «Whatsername», «Letterbomb» и «Murder City». 26 октября 2022 года Green Day были объявлены хедлайнерами пятого ежегодного фестиваля Innings в Аризоне.

### Saviorsи дальнейшие действия (2023—настоящее время)
В ноябре 2022 года группа заявила, что они записывают новый альбом. Релиз альбома намечен на начало 2024 года, продюсером выступит Роб Кавалло. Перед выпуском альбома группа исполнила новую песню под названием «1981» во время своего живого выступления на летнем фестивале в Квебеке 16 июля 2023 года. 30 сентября 2023 года Green Day был объявлен шоу в перерыве 110-го Grey Cup. На следующий день группа запустила новый веб-сайт под названием «The American Dream Is Killing Me». На веб-сайте было размещено видео, дразнящее новой музыкой, и обведенная кружком дата — 24 октября, что заставило некоторые новостные агентства поверить, что это связано с их следующим альбомом. Перед выходом альбома они исполнили первую песню «The American Dream Is Killing Me» во время живого выступления в Лас-Вегасе, штат Невада, 19 октября 2023 года и объявили о туре по США летом 2024 года с The Smashing Pumpkins, Rancid, и The Linda Lindas. Они исполнили еще одну песню под названием «Look Ma, No Brains!» с грядущего альбома во время фестиваля When We Were Young 22 октября 2023 года.
24 октября 2023 года было объявлено название нового альбома — Saviors. Релиз состоялся 19 января 2024 года. Первый сингл с альбома под названием «The American Dream Is Killing Me» также был выпущен в тот же день. Второй сингл под названием «Look Ma, No Brains!» вышел 2 ноября 2023 года. Третий сингл, «Dilemma», вышел 7 декабря 2023 года. В канун Нового года Green Day исполнили свою песню «American Idiot» в телевизионном специальном выпуске передачи Dick Clark’s New Year’s Rockin' Eve. Армстронг заменил строку песни «I’m not a part of a redneck agenda (рус. Я не часть повестки дня реднеков)» на «I’m not a part of the MAGA agenda (рус. Я не часть повестки дня MAGA)», что является отсылкой к лозунгу Трампа — Make America Great Again. Сама строка критикует Дональда Трампа. 5 января 2024 года состоялся релиз четвёртого сингла «One Eyed Bastard» вместе с музыкальным анимационным клипом. Вечером 16 января 2024 года группа неожиданно выступила на станции Нью-Йоркского метро «47-50-я улицы — Рокфеллер-центр», а ночной ведущий Джимми Фэллон присоединился к ним на бубне, чтобы привлечь внимание к альбому и туру, а также исполнил несколько песен, включая недавний сингл «Look Ma, No Brains», «Basket Case» и «American Idiot» — на этот раз Армстронг оставил место, чтобы позволить толпе в метро спеть исправленную строчку песни, «I’m not a part of the MAGA agenda». В день выхода альбома был выпущен пятый сингл «Bobby Sox» вместе с музыкальным видеоклипом. Музыкальный видеоклип на песню «Corvette Summer» был выпущен 23 июля 2024 года.

## Музыкальный стиль и влияние
Звучание Green Day часто сравнивают с панк-группами первой волны, такими как Ramones, Sex Pistols, The Clash, The Dickies и Buzzcocks. Музыкальный стиль Green Day был в основном описан как панк-рок, поп-панк, альтернативный рок, скейт-панк и пауэр-поп. Насчёт пауэр-попа у критиков разделились мнения. Группа не ограничивала себя одним стилем и исполняла музыку с примесью других музыкальных стилей, включая пост-панк и поп-рок, элементы которых есть на 21st Century Breakdown и гаражный рок на ¡Dos! и Father of All Motherfuckers. Стивен Томас Эрлевайн из AllMusic описал Green Day как «„воскресителей панк-рока“, которые заряжались энергией быстрых, запоминающихся панк-поп-песен с тремя аккордами». Среди жанров группы, отмеченных критиками, участники Билли Джо Армстронг и Тре Кул заявили в интервью Livewire и Kerrang!, что Green Day — это просто панк-рок-группа.
Хотя Армстронг является основным автором песен группы, он обращается к другим участникам за помощью в написании текстов. Билли Джо Армстронг упомянул, что на него в музыкальном плане повлияли оригинальные хардкор-группы, ставшие альтернативными рок-группами Hüsker Dü и the Replacements, и что их влияние особенно заметно в изменениях аккордов в песнях группы. Green Day записали кавер-версию песни Hüsker Dü «Don't Want to Know If You Are Lonely» в качестве би-сайда к синглу «Warning», а персонаж Mr. Whirly в песне группы «Misery» является отсылкой к одноимённой песне группы Replacements.
Среди других групп, повлиявших на Green Day, также упоминали пауэр-поп/хард-рок группы the Kinks, the Who, Cheap Trick. Английский рок-музыкант Ноэль Галлахер из Oasis иронично пожаловался на группу, заявив, что группа содрала мотивы его песни «Wonderwall», которые были использованы в песне «Boulevard of Broken Dreams». На группу, по словам участников, также сильно повлияли Operation Ivy. В августе 1996 года Билли Джо Армстронг сказал в интервью Guitar World, что он «может вспомнить несколько разных случаев», когда он впервые открыл для себя панк-рок: «Были два парня, которые познакомили меня с такими группами, как D.O.A. и the Dead Kennedys. Потом, в седьмом классе, в школе была девочка, которая приносила пластинки наподобие T.S.O.L. и говорила: „Вот, зацените это“. Армстронг сказал, что, по его мнению, он „по-настоящему начал увлекаться панк-роком в 1987 году когда послушал сборник Turn It Around!, выпущенный группой Maximumrocknroll“. Армстронг процитировал Turn It Around! как одним из основных влияний, назвав его „довольно крутым альбомом“ для него. Тре Кул заявил, что на группу также повлияла музыка, которая им не нравилась, он назвал таких исполнителей, как Hall & Oates, Синди Лопер и другую музыку 1980-х годов.
Хотя Green Day сравнивали с Buzzcocks, Ramones и the Clash, Майк Дёрнт сказал, что никогда не слышал Buzzcocks, когда начала существовать группа. Дёрнт сказал: „Во-первых, вы не можете звучать так, как любая из этих групп. А во-вторых, они, вероятно, последние в моей коллекции пластинок“. Армстронг вторил Майку, сказав: В моей тоже. Это все группы, которые я поздновато начал слушать». The Dickies — ещё одна группа, с которой сравнивали Green Day. Дёрнт сказал, что у него «никогда не было в коллекции альбома Dickies», хотя он «видел их живое выступление» примерно в то время, когда «записывали Kerplunk!». Дёрнт сказал: «К тому времени мы отыграли так много концертов, что это не имело никакого значения». Армстронг назвал The Dickies просто «ещё одной подстилкой Ramones». Хотя в августе 1996 года Армстронг сказал, что такие группы, как Ramones, он начал слушать в последнюю очередь, в июне 2010 года Армстронг упомянул Ramones как оказавшие влияние. Он также сказал, что его «список любимых авторов песен варьируется от Sex Pistols до Леннона-Маккартни». Во времена American Idiot и 21st Century Breakdown группа вдохновлялась альбомами The Who, U2, Motown и мюзиклами, такими как «Бриолин».

## Наследие
Альбом группы Kerplunk 1991 года является одним из самых продаваемых независимых альбомов всех времён, который разошёлся тиражом более 4,5 миллиона копий по всему миру. Он также был включён в список 100 величайших инди-альбомов журнала Blender в 2007 году.
Green Day стали группой (наряду с Bad Religion, The Offspring, Social Distortion и Rancid), которая популяризировала панк-рок в Соединённых Штатах и вывела его в мейнстрим, особенно с альбомом Dookie, цитируемый телеканалом Fuse, как самый важный поп-панк-альбом всех времён, лучший альтернативный альбом 1994 года по версии Rolling Stone и как один из лучших панк-рок-альбомов всех времён по версии Rolling Stone, Kerrang!, Revolver и LA Weekly. Он также был включен в список 200 классических альбомов по версии Definitive 200. И Dookie, и American Idiot попали в список 500 величайших альбомов всех времен по версии журнала Rolling Stone. В 2011 году Rolling Stone признал Green Day лучшей панк-рок-группой всех времён. Сайт Diffuser.fm внёс Dookie в список величайших альбомов 90-х годов.
Green Day продали более 90 миллионов пластинок по всему миру, что делает их одними из самых продаваемых групп всех времён. Группа была номинирована на 20 премий «Грэмми» и выиграла пять из них: Лучший альтернативный альбом (Dookie), Лучший рок-альбом (American Idiot, 21st Century Breakdown), Лучшая запись года («Boulevard of Broken Dreams»), Лучший музыкальный театральный альбом (American Idiot: The Original Broadway Cast Recording).
В 2010 году на Бродвее был поставлен мюзикл «Американский идиот». Мюзикл был номинирован на три премии «Тони»: Группа была включена в Зал славы рок-н-ролла в апреле 2015 года.
Среди исполнителей, которые ссылались на Green Day как повлиявших на их творчество были Аврил Лавин, Fall Out Boy, Blink-182, Леди Гага, Wavves, FIDLAR, Tegan and Sara, Bowling for Soup и Sum 41.

## Прочие проекты
С 1991 года участники группы Green Day начинали осуществлять другие проекты с различными музыкантами. Известные проекты, связанные с Green Day, включают в себя Pinhead Gunpowder Билли Джо Армстронга с Джейсоном Уайтом и The Longshot с Джеффом Матикой, The Frustrators с Майком Дёрнтом и The Network, сотрудничество Green Day и друзей группы, в котором все участники играют под вымышленными сценическими псевдонимами. Сайд-проект Green Day Foxboro Hot Tubs также выпустил альбом Stop Drop and Roll!!! 20 мая 2008 года. В конце декабря 2011 года Армстронг сформировал семейную группу под названием The Boo, которая записала одноразовую рождественскую пластинку для своих друзей и семьи, обеспечив распространение копий в местном магазине. С января 2018 года Армстронг, Дёрнт и Уайт играют в группе The Coverups вместе со звукорежиссёром Green Day Крисом Дуганом и тур-менеджером Биллом Шнайдером. Группа время от времени даёт разовые концерты, обычно в небольших клубах, и исполняет каверы на песни классических рок- и альтернативных рок-групп, таких как Cheap Trick, Tom Petty and the Heartbreakers, The Clash и Nirvana.
В сентябре 2006 года Green Day совместно с U2 и продюсером Риком Рубином записали кавер-версию песни «The Saints Are Coming», первоначально записанной the Skids, с сопровождающим видео. Песня была записана в пользу Music Rising, организации, помогающей собирать деньги для покупки музыкальных инструментов, потерянных во время урагана Катрина, и привлечь внимание общественности накануне годичной годовщины катастрофы. В декабре 2006 года Green Day и Совет по защите природных ресурсов открыли веб-сайт с целью привлечения осведомлённости о зависимости Америки от нефти.
Green Day выпустили кавер-версию песни Джона Леннона «Working Class Hero», которая вошла в альбом Instant Karma: The Amnesty International Campaign to Save Darfur. Группа исполнила эту песню в финале сезона шоу «American Idol». Песня была номинирована на премию «Грэмми» в 2008 году, но проиграла песне The White Stripes «Icky Thump». Тем летом группа появилась в эпизодической роли в мультфильме «Симпсоны в кино», где группа исполняет музыкальную тему к нему; версия Green Day была выпущена в качестве сингла 23 июля 2007 года.
В 2009 году группа сотрудничала с театральным режиссёром Майклом Майером, чтобы адаптировать рок-оперу группы American Idiot в одноактный сценический мюзикл, премьера которого состоялась в Беркли 15 сентября 2009 года. Затем мюзикл был поставлен на Бродвее 20 апреля 2010 года. Отзывы о мюзикле «Американский идиот» были как положительными, так и неоднозначными. Чарльз Ишервуд из New York Times написал восторженную рецензию на бродвейскую постановку. Он назвал представление «пульсирующей картиной растраченной молодости, которая взывает ко всем стандартным жанровым условностям… только для того, чтобы превзойти их силой своей музыки и мастерством исполнения, представление так же бодрящее и, в конечном счёте, такое же трогательное, как и все, что я видел на Бродвее». Джеду Готтлибу из Boston Herald понравилась идея мюзикла, но он обнаружил, что «музыка и посыл страдают в обстановке, когда зрители вежливо и сдержанно сидят».
Майкл Кучвара из Associated Press назвал представление «визуально поразительным [и] музыкально авантюрным», но отметил, что «в шоу есть едва уловимый намек на историю и минимальное развитие персонажа». Ричард Зоглин из журнала Time высказал мнение, что партитура «является самым чистым образцом современного панк-рока, с которым когда-либо сталкивался Бродвей, [и всё же] здесь достаточно разнообразия. В чём мюзикл не дотягивает, так это в качестве полностью развитого повествования». Он пришёл к выводу, что «Американский идиот остаётся немногим более чем аннотированным рок-концертом. Тем не менее, [он] заслуживает по крайней мере двух похвал — за его неотразимую музыкальную энергию и за то, что он открывает новые перспективы для этой странной пары, рока и Бродвея». Питер Трэверс из Rolling Stone в своём обзоре на мюзикл написал: "Хотя «Американский идиот» несёт в себе отголоски таких рок-мюзиклов, как Tommy, «Волосы», «Богема» и «Пробуждение весны», он прокладывает свой собственный путь к сердцу. Мюзикл был номинирован на три премии «Тони», в том числе за Лучший мюзикл и за Лучший дизайн сцены. Он также был номинирован на несколько премий Drama Desk Awards и Outer Critics Circle Awards.
В октябре 2009 года арт-проект Green Day был выставлен в галерее StolenSpace в Лондоне. Выставка, на которой были представлены работы, созданные для каждой из песен с альбома 21st Century Breakdown, была организована при поддержке группы и под руководством менеджера группы Пэта Маньяреллы. Он объяснил в интервью, что «[Исполнители] в основном похожи на рок-группы. Большинство из них создают своё искусство, но не знают, как его продвигать». Как считает Билли Джо Армстронг: «Большинство исполнителей показывают свои работы на улицах, и мы сможем почувствовать сильную связь с этим типом творческого самовыражения».
13 апреля 2011 года было объявлено об экранизации «Американского идиота». Режиссёром фильма будет Майкл Майер, который был также и режиссёром мюзикла на Бродвее. Продюсерами фильма станут Green Day, Пэт Маньярелла (менеджер Green Day, который также продюсировал Bullet in a Bible, Awesome as Fuck и Heart Like a Hand Grenade), Playtone (Том Хэнкс и Гэри Гетцман) и Том Халс. Однако в феврале 2020 года Билли Джо Армстронг сообщил NME, что планы по экранизации сценического мюзикла были «в значительной степени отменены», не предоставив никаких дополнительных подробностей о причине.
23 января 2013 года было объявлено, что будет выпущен документальный фильм, показывающий путь Армстронга от панк-рока до Бродвея. Док-фильм под названием «Бродвейский идиот», в котором показано много моментов за кадром музыкальной постановки мюзикла, был снят режиссёром Дугом Гамильтоном, ветераном тележурналистики CBS News «60 минут» и документальных фильмов Public Broadcasting Service, таких как «Nova», «Фронтлайн» и «Американские мастера». Трейлер был выпущен 30 января 2013 года. Премьера документального фильма состоялась на кинофестивале South by Southwest 15 марта 2013 года.
Green Day выступили исполнительными продюсерами фильма «Turn It Around: The Story of East Bay Punk» (2017), обширного документального фильма о панк-сцене в области залива Сан-Франциско с конца 1970-х по 1990-е годы.

## Полемика

### Споры
Green Day вызвали споры о присвоении квалификации «настоящие панки», несмотря на их музыкальный стиль и сотрудничество с мейджор-лейблом. В ответ как на стиль музыки, так и на историю группы Джон Лайдон, бывший фронтмен панк-группы the Sex Pistols 1970-х годов, прокомментировал: «Итак, мы отбиваемся от всей этой дряни, и меня бесит, что спустя годы врывается такая дрочильная группа, как Green Day, и делает всё наоборот. Они не для этого заработали свои крылья, и если бы они были настоящими панками, то уж точно не такими, как сейчас». Однако другие участники панк-рок-сцены встали бы на защиту группы из-за её панк-статуса. Гитарист Bad Religion Бретт Гуревич и основатель независимого панк-лейбла Epitaph Records заявил: «Они [Green Day] — панк-группа, но вы знаете, панк — это наследие рок-н-ролла, а Green Day — крупнейшая группа в этом жанре».
Армстронг обсудил статус Green Day как панк-группы, сказав: «Иногда я думаю, что мы стали ненужными, потому что теперь мы куда больше чем группа; мы заработали много денег — мы больше не панк-рок. Но потом я поразмыслил над этим и просто сказал следующее: „Вы можете убрать нас из среды панк-рока, но вы не можете из нас убрать панк-рок“». В 2021 году Армстронг резко отреагировал на то, что критики в журнале Vulture назвали группу «поп-панком», заявив: «Мне никогда по-настоящему не нравился этот термин (поп-панк), он превратился в своего рода жанр. Я никогда не думал о себе как о поп-музыканте. Я всегда был в стороне от центра. Сказать, что ты поп-панкер… меня это несколько раздражает». Армстронг признал более мелодичный панк-стиль группы по сравнению с другими группами со сцены Bay Area, которую она покинула, но также упомянул выступление группы наряду с хардкорными группами East Bay, такими как Neurosis, Engage, Spitboy, Blatz, и Filth.

### Инциденты
21 сентября 2012 года, во время выступления Green Day на музыкальном фестивале iHeartRadio, Армстронг остановил выступление во время исполнения песни «Basket Case» из-за сокращения времени выступления, возможно, чтобы продлить выступление R&B исполнителя Ашера. Разгневанный Армстронг начал разглагольствовать, в то время как на экране в задней части аудитории была надпись «Осталось 1 минута», произнеся следующее: «Вы предоставили мне только одну ё****ю минуту? Да вы прикалываетесь надо мной, ё****й в рот!» Он также сказал организаторам, что он «не Джастин Бибер», и назвал фестиваль «клоунадой». Когда экран погас, Армстронг разбил свою гитару, а басист Майк Дёрнт в свою очередь разбил бас-гитару. Затем Армстронг показал палец и объявил, что Green Day вернутся, прежде чем бросить свой микрофон и уйти со сцены. Два дня спустя представитель коллектива извинился за инцидент от имени группы, заявив, что «Green Day хотели бы добиться осведомления о том, что их выступление не было прервано Clear Channel, и извинились перед всеми, кто присутствовал на фестивале iHeartRadio в Лас-Вегасе», также добавив, что Армстронг направлен в реабилитационную клинику для прохождения курса лечения от алкогольной зависимости и передозировки препаратов от бессонницы. Однако позже Дёрнт сказал в интервью Rolling Stone, что он согласен с тем, что Армстронг имел в виду под своей тирадой. Позже группа помирилась с компанией и отыграла сет по случаю выпуска альбома Revolution Radio в 2016 году. Они также вернулись на фестиваль в 2019 году в поддержку альбома Father of All Motherfuckers.
7 июля 2017 года, примерно за 20 минут до того, как Green Day стали хедлайнерами фестиваля Mad Cool в Мадриде, акробат упал примерно на 30 метров (98 футов) с клетки над сценой и скончался. Некоторые фанаты были недовольны тем, что группа и организаторы фестиваля продолжили выступление, в котором приняли участие около 35 000 человек. На своём веб-сайте Армстронг сказал, что группа не знала о трагедии до их выступления и, вероятно, не стала играть бы, если бы они знали.

## Состав группы
Нынешние участники
- Билли Джо Армстронг — вокал, гитара (1987-настоящее время); клавишные, гармоника (2000-настоящее время)
- Майк Дёрнт — бас-гитара (1988-настоящее время); бэк-вокал (1987-настоящее время); гитара (1987—1988)
- Тре Кул — барабаны, перкуссия, бэк-вокал, аккордеон, гитара (1990-настоящее время)

Сессионные участники
- Джейсон Фриз — клавишные, саксофон, тромбон, бэк-вокал (2004-настоящее время)
- Джейсон Уайт — гитара, бэк-вокал (1999—2012, 2016-настоящее время; официальный участник 2012—2016)[291]
- Кевин Престон — гитара, бэк-вокал (2019-настоящее время)

Бывшие участники
- Радж Панджаби — ударные, бэк-вокал (1987)[292][293]
- Шон Хьюз — бас-гитара (1987—1988)[294]
- Джон Киффмейер[англ.] — ударные, перкуссия, бэк-вокал (1987—1990; выступил один раз в 2015 году в качестве гостя)[295][129]

Бывшие сессионные участники
- Аарон Кометбус — ударные, бэк-вокал (1990)[296]
- Дэйв Хенвуд — ударные, бэк-вокал (1990)[214][297]
- Гарт Шульц — тромбон, труба (1997—1999)[298]
- Габриэль Макнейр — тромбон, саксофон (1999—2001)[299]
- Курт Ломиллер — труба, перкуссия (1999—2004)[300]
- Майк Пелино — гитара, бэк-вокал (2004—2005)[301]
- Ронни Блейк — труба, перкуссия (2004—2005)
- Бобби Шнек — гитара, бэк-вокал (2004—2005)
- Джефф Матика — гитара, бэк-вокал (2009—2019)

Временная шкала

## Награды и номинации
Green Day номинировались на премии 214 раз и 92 раза одержали победу в различных номинациях.

## Дискография
- 39/Smooth (1990)
- Kerplunk (1991)
- Dookie (1994)
- Insomniac (1995)
- Nimrod (1997)
- Warning (2000)
- American Idiot (2004)
- 21st Century Breakdown (2009)
- ¡Uno! (2012)
- ¡Dos! (2012)
- ¡Tré! (2012)
- Revolution Radio (2016)
- Father of All Motherfuckers (2020)
- Saviors (2024)